# Route avec un cyprès et une étoile
Route avec un cyprès et une étoile ou Route avec cyprès et ciel étoilé est un tableau réalisé par le peintre Vincent van Gogh à Saint-Rémy-de-Provence en mai 1890.
Le tableau représente un paysage de Provence avec une route et un cyprès au centre, deux personnages en bas à droite et une étoile en haut à gauche. Le style et le sujet sont très proches du tableau plus connu La Nuit étoilée (1889).